# Uno Sanli
Uno Sanli, född 5 januari 1989 i Eskilstuna, är en svensk olympisk taekwondoutövare. Sanli vann SM-guld 2008, 2009 och 2010. Sanli deltog i Olympiska sommarspelen 2012 i London, där han kom på sjunde plats efter att förlorat mot guldmedaljören, Joel Gonzalez Bonilla med 6-7 i sista sekunden av matchen. Sanli kom på första plats på Europe-Asia Intercontinental Championship 2012.